# L'Année de la mort de Ricardo Reis
L'Année de la mort de Ricardo Reis est un roman de José Saramago paru en 1984.

## Résumé
L’action se passe à Lisbonne en 1936. Au début du roman, Ricardo Reis, médecin, rentre du Brésil après avoir appris la mort de Fernando Pessoa (le célèbre poète portugais dont il est l’hétéronyme). Il passe plusieurs mois à l’hôtel Bragança où il commence une liaison ancillaire avec Lidia Martins, et une liaison plus romantique avec Marcenda. Puis il s’installe dans un appartement sur l'alto de Santa Catarina. Il rencontre régulièrement le fantôme de Fernando Pessoa : ils confrontent leurs visions du monde. En toile de fond, l’histoire du Portugal de Salazar, le début de la guerre d’Espagne, quelques propos sur l’Allemagne et la France, et la ville de Lisbonne, que Ricardo Reis arpente souvent.